# Plumbojarosite
La plumbojarosite è un minerale appartenente al gruppo dell'alunite la cui descrizione è stata pubblicata nel 1902 in base ad un ritrovamento avvenuto a Cookes Peak, Nuovo Messico, Stati Uniti d'America.
Il minerale costituisce l'elemento del gruppo contenente piombo ed il nome è stato attribuito in relazione alla jarosite ed al suo contenuto in piombo.
La plumbojarosite, oltre che in natura, si trova anche come sottoprodotto delle lavorazioni idrometallurgiche dei concentrati di piombo. Questa raccoglie la maggior parte dell'argento presente dalla quale può essere recuperato ma con un grosso dispendio energetico pertanto si cerca di evitarne la formazione.

## Morfologia
La plumbojarosite è stata scoperta sotto forma di una polvere cristallina e luccicante e in masse incoerenti facilmente frantumabili con la sola pressione delle dita. I cristalli sono simmetrici di forma romboedrica simili a quelli di natrojarosite ma più sottili.

## Origine e giacitura
La plumbojarosite è un minerale secondario presente nella zona di ossidazione dei giacimenti di piombo, specialmente nelle zone aride.